# 田村ゆかりのはぁとのためいき
田村ゆかりのはぁとのためいき（たむらゆかりのはぁとのためいき）は、声優の田村ゆかりがパーソナリティを務めるラジオ番組（アニラジ）。
番組の挨拶はにゃーっす。

## 番組について

### スタッフ
- パーソナリティ：田村ゆかり
- ディレクター：斉藤K
- KONAMIお姉さん：芳井実佐子
  - ブースでたまにもれる笑い声、あいづちの主。
  - スタジオの中に田村が一人だと喋りにくい、という理由でブースに入った。

### 提供
- コナミデジタルエンタテインメント

## 番組構成

### コーナー
- わがままメリーゴーランド[#1〜#13]
  - リスナーが考えた妄想のワンシーンを、田村が演じるコーナー。
- ナイショのお姫様[#1〜#13]
  - 見たくなかったけど見てしまった女の子の行動を募集し、その行動に対してフォローするコーナー。
- 空想特撮シリーズ魔法少女ぷにぷにゆかりん[#9〜]
  - もとはわがままメリーゴーランドのコーナーに送られたメール（#4）。いつの間にかシリーズ化された。
  - 田村とのかけ合いのナレーションは芳井実佐子。
- ゆかりんなんでもベスト3[#14〜]
  - 田村が好きなものをカウントダウン形式で発表するコーナー。

### オープニングテーマ
- 「Love♡parade」（#1〜#13/シングル『Love♡parade』より）
- 「Baby's Breath」（#14〜#26/シングル『Baby's Breath』より）
- 「あなただけに 〜It's only my love〜」（#27〜/アルバム『花降り月夜と恋曜日。』より）

### エンディングテーマ
- 「Baby blue sky」（#1〜/シングル『Love♡parade』より）

### ノベルティー
- ゆかりん華麗に返信[#3〜]
  - 毎週ハガキ投稿者の中から1名にゆかりん直筆のハガキを返信するもの。

## エピソード
- 第36回で投稿された心理テストで「手に入れた『未知の宇宙旅行』チケットを誰かに譲らなくてはならなくなりました。そのチケットを誰にあげますか？」と出題された。
この時の芳井の回答がきっかけとなって、以後の田村のネット番組『田村ゆかりの黒うさぎの小部屋』や『喫茶 黒うさぎ〜秘密の小部屋〜』でもこの心理テストが度々披露されている。